# TESP (компанія)
TESP (польською мовою: Spółka akcyjna eksploatacji soli potasowych “TESP” українською мовою: Акціонерне товариство з експлуатації калійних солей “ТЕСП”) — акціонерне підприємство гірничодобувної промисловості, яке існувало в часи Другої Речі Посполитої, з головним офісом у Львові, Львівського воєводства.
Організоване 25 травня 1914 р.
Проводило геологорозвідувальні роботи і видобуток калійної солі на родовищах в районі Калуша, Голині Калуського повіту і Стебника Дрогобицького повіту Львівського воєводства. 95% акцій товариства належало державі, а 5% – приватним власникам.
Націоналізоване наприкінці 1939 р.
Товариство спонсорувало футбольну команду «TESP Калуш».
Перед Першою світовою війною, калійні рудники солі в Калуші і Стебнику управлялися урядом Австро-Угорщини.